# Valentin Pikul'
Valentin Savvič Pikul' (in russo Валенти́н Са́ввич Пи́куль?), (Leningrado, 13 luglio 1928 – Riga, 16 luglio 1990) è stato uno scrittore sovietico.

Valentin Pikul'  nasce il 13 luglio 1928 a Leningrado, nella famiglia di Savva Michailovič Pikul', ingegnere e di Maria Konstantinovna Pikul' (nata Karenina). La famiglia della madre è di origine contadina e proviene dalla provincia di Pskov . A volte viene indicato erroneamente come luogo natale di Valentin Pikul' la località di Kaharlyk in Ucraina, dove in realtà era nato suo padre, Savva Michailovič Pikul'.

## Infanzia e la prima giovinezza
Il padre di Valentin Pikul' aveva svolto il servizio militare nella flotta del Baltico, sul cacciatorpediniere "Friedrich Engels". Dopo la leva rimase a Leningrado, dove lavorò in fabbrica come operaio. In seguito si laureò in ingegneria, specializzandosi nella costruzione delle navi da combattimento.
Nel 1940, in seguito al trasferimento del padre per motivi di lavoro, tutta la famiglia Pikul' abbandona Leningrado e si stabilisce a Molotovsk (ora Severodvinsk). Il futuro scrittore vi frequenta la scuola dell'obbligo e partecipa alle attività extrascolastici del circolo “Giovane marinaio”.
Le vacanze estive del 1941 lo bloccano insieme alla madre a Leningrado, in casa della sua nonna paterna, Maria Konstantinovna, per lo scoppio della guerra tra Germania e Unione Sovietica. Madre e figlio trascorsero il primo inverno nella città assediata. Intanto, nel dicembre del 1941 il padre era mobilitato ad Arcangelo.
Nel 1942, Valentin e la madre  riescono a fuggire da Leningrado attraverso la cosiddetta "Strada della vita". Appena giunti in salvo, Valentin fugge dalla madre a Solovki, per iscriversi, nonostante la giovanissima età, alla Scuola Sottufficiali della Marina Militare. Nello stesso anno ricevette la notizia della morte della madre, mentre il padre, trasferito al corpo dei Marines, sarebbe morto un anno dopo nella Battaglia di Stalingrado.
Nel 1943 Valentin ottiene la maturità presso la Scuola dei Sottufficiali della Marina Militare e riceve l'ordine di mobilitazione al cacciatorpediniere "Il Terribile" della Flotta del Nord, a bordo del quale combatterà fino alla fine della guerra. Dopo la vittoria fu inviato all'Accademia Navale di Leningrado, ma nel 1946 fu espulso per “rendimento insufficiente”.

## Opere
Ha scritto numerose novelle di storia marinara russa e sovietica. Sono particolarmente noti i suoi romanzi storici: "Il Favorito" (Favorit), che racconta la storia di Katerina II, dal suo trasferimento in Russia, dalla natia Germania, per sposare il futuro zar Pietro IIII e del suo primo aiutante e amato principe Potemkin, che prosegue l'attività di espansione e consolidamento iniziata da Pietro il Grande verso il Mar Nero; La "battaglia dei due Cancellieri" (Bitva dvuh kanclerov); Katorga (Deportazione), storia della colonia penale di Sahalin alla vigilia della guerra russo-giapponese del 1905.